# Mike Mangold
Mike Mangold (ur. 10 października 1955 w Cincinnati w stanie Ohio, zm. 6 grudnia 2015 w Apple Valley) – amerykański pilot linii American Airlines i pilot sportowy, który występował od 2004 roku w cyklu wyścigów Red Bull Air Race. Latał na samolocie Zivko Edge 540.

## Starty
- Red Bull Air Race World Series 2004 - 5. miejsce
- Red Bull Air Race World Series 2005 - 1. miejsce
- Red Bull Air Race World Series 2006 - 3. miejsce
- Red Bull Air Race World Series 2007 - 1. miejsce
- Red Bull Air Race World Series 2008 - 4. miejsce